# Draba surculosa
Draba surculosa är en korsblommig växtart som beskrevs av Adrien René Franchet. Draba surculosa ingår i släktet drabor, och familjen korsblommiga växter. Inga underarter finns listade i Catalogue of Life.